# Khó tiêu
Khó tiêu là một thuật ngữ chung để mô tả hiện tượng khó chịu vùng thượng vị (bụng trên:vùng trên rốn và dưới mũi xương ức) và đau bụng. Các triệu chứng bao gồm cả ợ hơi, đầy hơi và buồn nôn, có thể cảm thấy thỉnh thoảng hoặc thường xuyên hàng ngày. Có thể đó chỉ là triệu chứng của một số bệnh như loét dạ dày, tá tràng, bệnh trào ngược dạ dày-ruột, ung thư dạ dày, viêm tuỵ mạn, sỏi mật. Tuy nhiên ở nhiều bệnh nhân, không tìm được một bệnh toàn thân nào, khi đó thường gọi là bệnh khó tiêu không loét hay là khó tiêu chức năng

## Điều trị

### Liệu pháp
Điều đầu tiên với khó tiêu chức năng là khuyên bệnh nhân tránh rượu, thuốc lá và một số thức ăn mặn, ăn ít và chia làm nhiều bữa, dùng các thực phẩm quen thuộc nhằm dễ tiêu

### Dùng thuốc
Các thuốc kháng acid và các chất đối kháng histamin H2 là loại thuốc hay được chọn đầu tiên, các kháng acid thường làm hết triệu chứng, và thường được tự điều trị. Các thuốc đối kháng H2 hay được dùng để loại triệu chứng trào ngược
Dùng các thuốc làm tăng nhu động ruột như metoclopramid hay cisaprid, làm tăng nhu động ruột có hiệu quả hơn các thuốc đối kháng H2 trong khó tiêu chức năng, ở một số bệnh nhân dùng các muối bismuth không tan và các thuốc kháng muscarin để chống co thắt